# Gorumna Island
Gorumna Island (iriska: Garmna) är en ö i republiken Irland.   Den ligger i grevskapet County Galway och provinsen Connacht, i den västra delen av landet, 230 km väster om huvudstaden Dublin. Arean är 32 kvadratkilometer.
Terrängen på Gorumna Island är platt. Öns högsta punkt är 49 meter över havet. Den sträcker sig 7,2 kilometer i nord-sydlig riktning, och 8,4 kilometer i öst-västlig riktning.  Trakten runt Gorumna Island består i huvudsak av gräsmarker.